# Ángel Lossada Torres-Quevedo
Ángel Lossada Torres-Quevedo (Madrid, 21 de octubre de 1962) es un diplomático español. Es el embajador de España en Ghana (desde 2024), con concurrencia con Togo.

## Biografía
Nació en Madrid (1962). Ingresó en la carrera diplomática (1989).
Como diplomático ha estado destinado en las Embajadas de España en Moscú (Rusia, 1989-1992), Argel (Argelia, 1992-1995), París (Francia, 1995-1998), Beirut (Líbano, 2002-2004) y Pretoria (Sudáfrica, 2014). Ha sido embajador en Chipre (2014-2018), y en República Checa (2018-2022), y Embajador en Misión Especial para la Convención sobre los Derechos de las Personas con Discapacidad (2022-2024).
En el Ministerio de Asuntos Exteriores, Unión Europea y Cooperación (MAEUEC), ocupó diversos puestos: subdirector general de Oriente Medio (1999-2002); director general de Asuntos Internacionales de Terrorismo, No Proliferación y Desarme (2005-2008); y secretario de Estado de Asuntos Exteriores (2008-2010).
Es Embajador de España en Ghana (desde 2024).